# Ghost (Fefe Dobson)
Ghost è un brano musicale della cantante canadese Fefe Dobson, estratto come primo singolo dall'album Joy.

## Tracce
1. Ghost – 3:46

## Classifiche
| Classifica (2010) | Posizione massima |
| ----------------- | ----------------- |
| Canada            | 14                |